# Turisindo
Turisindo (latino: Turisindus; ... – Pannonia, 560) è stato un condottiero germanico, penultimo re dei Gepidi, dal 548 circa fino alla sua morte.
Succedette al re Elemundo attraverso un colpo di stato, costringendo il figlio del re all'esilio. Il suo regno, noto come Gepidia, si trovava nell'Europa centrale e aveva il suo centro a Sirmio, un'antica città romana situata sul fiume Sava (oggi Sremska Mitrovica, in Serbia).
Il suo regno fu caratterizzato da numerosi conflitti con i Longobardi, un altro popolo germanico che, sotto la guida del re Audoino, era giunto nell'ex provincia romana della Pannonia. Turisindo dovette inoltre affrontare l'ostilità dell'Impero bizantino, che mal sopportava l'occupazione gepida di Sirmio e cercava di ridurre la loro influenza nella pianura pannonica, un'area che comprende la maggior parte dell'attuale Ungheria e parti dei paesi confinanti. L'Impero bizantino riuscì nel suo intento quando Audoino inflisse a Turisindo una sconfitta decisiva nel 551 o 552. L'imperatore Giustiniano I impose ai due sovrani un trattato di pace per mantenere un equilibrio nella regione.
Durante la Battaglia di Asfeld, Turisindo perse il suo figlio maggiore, Turismodo, ucciso da Alboino, figlio di Audoino. Intorno al 560, Turisindo morì e gli successe il suo altro figlio, Cunimondo, che venne poi a sua volta ucciso da Alboino nel 567. Con la morte di Cunimondo si concluse il regno dei Gepidi e iniziò la conquista dei loro territori da parte degli Avari, un popolo nomade proveniente dalla Steppa eurasiatica e alleato dei Longobardi.

## Fonti storiografiche

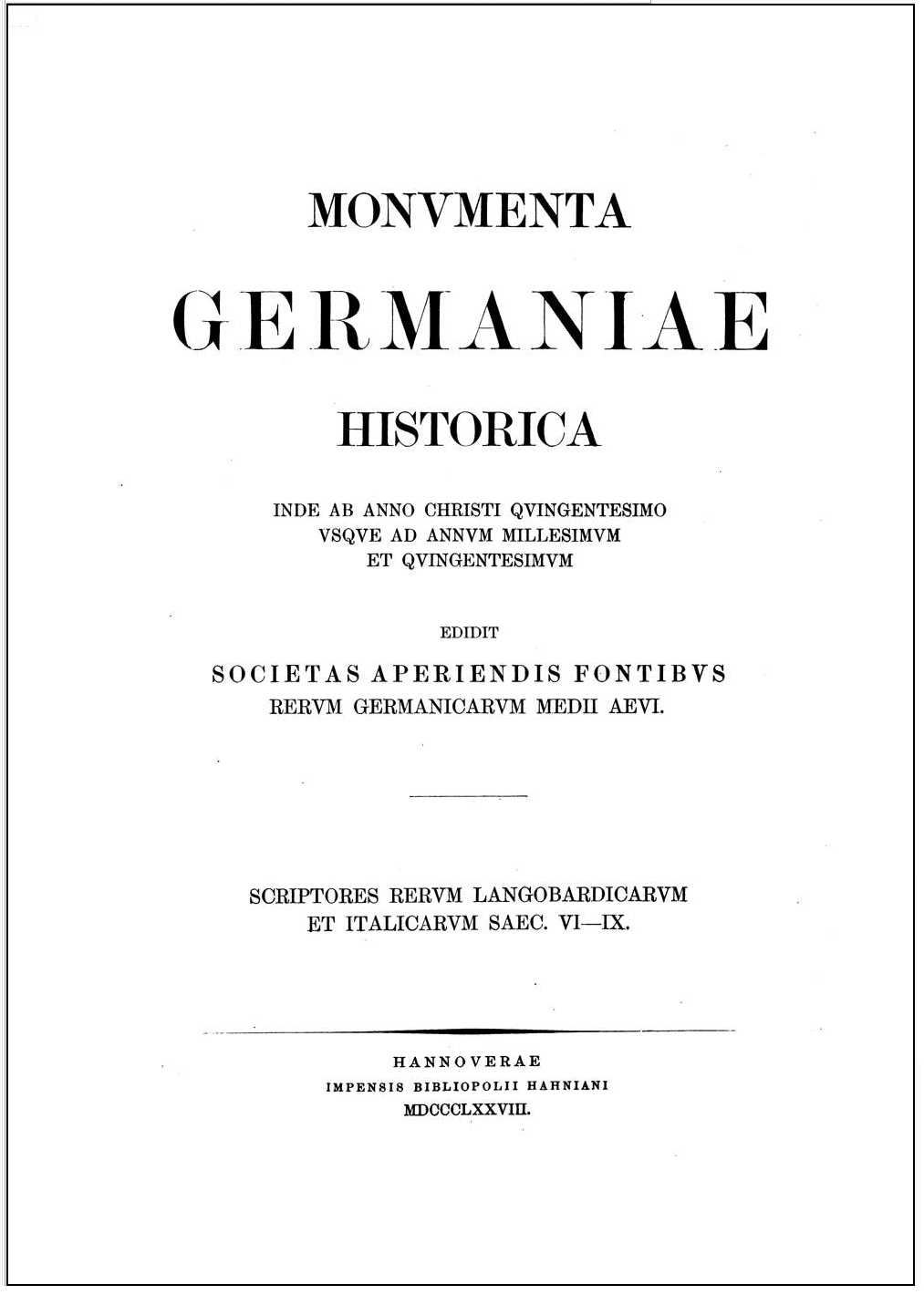
L'edizione critica di Paolo Diacono della Monumenta Germaniae Historica, una fonte fondamentale per Turisindo.

Dei quattro principali testi altomedievali riguardanti Turisindo che ci sono pervenuti, l'unico a fornire prove indipendenti sul sovrano, un resoconto delle guerre di Giustiniano e una descrizione dettagliata delle relazioni tra Gepidi e Longobardi e dei loro sovrani è la Storia delle guerre (anni '50 del VI secolo), l'opera più importante di Procopio. Considerato il massimo storico del VI secolo, Procopio fu uno scrittore greco nato a Cesarea, in Palestina, nel 527. Le guerre tra Longobardi e Gepidi sono ben descritte nella sua opera, poiché il conflitto giocò un ruolo significativo nei piani bizantini per invadere l'Italia attraverso una via terrestre.
Di minore rilevanza è un'altra fonte del VI secolo, la Romana di Giordane. Di origine gotica, Giordane prestò servizio come notarius presso un Magister militum bizantino prima di entrare nel clero cattolico e scrivere i suoi due testi superstiti, la Romana e la Getica. Quest'ultima è un compendio sulla storia gotica, mentre la meno nota Romana è una versione abbreviata della storia di Roma, redatta tra il 551 e il 552. Secondo James O'Donnell, entrambe le opere riflettono una visione pessimistica della vita umana, in cui ogni successo terreno è insignificante rispetto agli obiettivi religiosi. Giordane non menziona esplicitamente Turisindo nella Romana, ma fa riferimento alla terza guerra tra Longobardi e Gepidi, alla quale il re partecipò, negli ultimi passaggi dell'opera.
Paolo Diacono fu il più importante scrittore italiano dell'VIII secolo. Nato negli anni '20 o '30 del secolo, apparteneva a una nobile famiglia longobarda del Friuli. Entrò presto nel clero e divenne monaco presso l'abbazia di Montecassino. La sua opera più celebre è la Historia Langobardorum, una cronaca della nazione longobarda. Scritta dopo il 787, essa costituisce la continuazione della sua precedente opera storica, la Historia Romana, basata sul Breviarium di Eutropio, con l'aggiunta di sei libri che descrivono eventi fino al regno di Giustiniano. Entrambe queste opere menzionano Turisindo e la terza guerra tra Longobardi e Gepidi, rappresentando l'unico punto di sovrapposizione tra la Historia Langobardorum e la Historia Romana. Entrambi i testi riportano anche il duello tra i figli dei re, un evento assente negli scritti di Procopio e ritenuto derivante dalla tradizione orale. Analogamente, l'incontro tra Turisindo e il figlio di Audoino presso la corte del primo sembra anch'esso derivare da una fonte orale.

## Biografia

### Successione

Territori detenuti dai Gepidi a metà del VI secolo e dalle potenze confinanti. A sud si trova l'Impero bizantino, mentre a ovest vi sono i Longobardi.

I Gepidi furono un importante popolo germanico che si era stanziato nell'attuale Ungheria orientale, la Romania occidentale e la Serbia settentrionale. Sebbene i dettagli dell'infanzia di Turismondo siano sconosciuti, si ritiene che sia salito al potere intorno al 548. Dopo la morte del precedente re, Elemundo, egli prese il trono con un colpo di stato, costringendo il figlio di Elemundo, Ostrogota, all'esilio. Ostrogota e i suoi seguaci trovarono rifugio presso i vicini e nemici dei Gepidi, i Longobardi, un altro popolo germanico che si era appena stabilito nella parte occidentale della Pianura Pannonica. I Gepidi abitavano la regione fin dal III secolo e raggiunsero il loro apice nel V secolo, quando, sotto il re Ardarico, giocarono un ruolo chiave nella distruzione dell'Impero degli Unni. Ardarico e il suo popolo furono i principali beneficiari di questa vittoria, ottenendo l'ex provincia romana della Dacia.
Nel 504, il potere dei Gepidi fu significativamente ridimensionato dagli Ostrogoti, che frenarono la loro espansione nelle pianure danubiane. Da quel momento, i Gepidi si limitarono alla parte orientale della Pannonia, che costituì il cuore dei domini di Turisindo, come già era stato per i suoi predecessori. All'inizio del VI secolo, la nobiltà gepida si convertì al cristianesimo ariano, mentre la maggior parte della popolazione rimase pagana.
Secondo lo storico István Boná, l'ascesa al potere di Turisindo rappresenta un tipico esempio delle lotte tra le famiglie dominanti per la corona, che nel VI secolo afflissero il regno dei Gepidi e resero difficile mantenere la successione all'interno della famiglia reale. Per consolidare il proprio potere, Turisindo nominò suo figlio maggiore, Turismodo, comandante delle forze gepide a Sirmio, un incarico di grande rilevanza che lo designava implicitamente come erede al trono (nella tradizione germanica altomedievale, il figlio maggiore non era necessariamente il primo nella linea di successione). Dopo la morte di Torrismondo, suo fratello minore Cunimondo assunse il comando delle forze di Sirmio, divenendo così l'erede designato.

### Prima guerra con i Longobardi

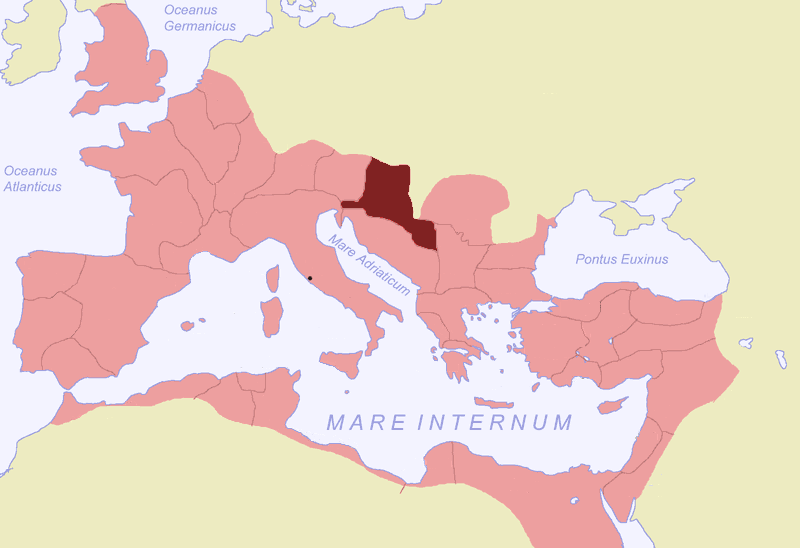
L'impero romano in rosso con una terra in rosso più scuro; l'acqua è in azzurro e la terra non romana in grigio

Quando salì al trono nel 548, Turisindo si trovò immediatamente ad affrontare una situazione difficile. Tra il 546 e il 548, l'Impero bizantino aveva cospirato per convincere i Longobardi, sotto la guida di Audoino, a trasferirsi in Pannonia (nell'attuale Ungheria), un'ex provincia romana situata lungo il Danubio. L'imperatore Giustiniano sperava in questo modo di mantenere aperta la via terrestre dai Balcani all'Italia e, al contempo, contenere i Gepidi, che considerava una minaccia per gli interessi bizantini lungo la frontiera balcanica. La guerra gotica tra Ostrogoti e Bizantini infuriava nella penisola italiana dal 535 e Giustiniano voleva assicurarsi la possibilità di inviare rapidamente truppe in Italia, se necessario.
Secondo lo storico contemporaneo Procopio di Cesarea, nella sua opera De Bello Gothico (la sezione del De Bellis dedicata alla guerra gotica), Giustiniano aveva mal accettato l'occupazione gepida della città di Sirmio nel 537. La città, precedentemente romana, potrebbe essere stata volontariamente ceduta dagli Ostrogoti per creare difficoltà ai Bizantini, poiché essi erano già impegnati nella guerra in Italia e cercavano di mantenere il controllo delle loro posizioni nella penisola. L'occupazione di Sirmio fu seguita, nel 539, da un sanguinoso scontro tra Gepidi e Bizantini, che costò a questi ultimi la vita del loro magister militum, Calluc, nonché la perdita della Dacia Ripense (nell'attuale Serbia) e di Singidunum (l'odierna Belgrado) a favore dei Gepidi. A seguito di questi eventi, Giustiniano ruppe l'alleanza con i Gepidi, cessò il pagamento dei tributi a loro favore e trovò nei Longobardi un nuovo alleato contro di essi.
Le tensioni che portarono alla guerra tra Longobardi, Gepidi e Bizantini iniziarono probabilmente nel 548 o 549, quando sia Audoino che Turisindo inviarono ambascerie alla corte di Giustiniano a Costantinopoli, cercando rispettivamente di ottenere il supporto militare bizantino o, nel caso di Turisindo, almeno una garanzia di neutralità. Per convincere l'imperatore, gli inviati di Turisindo gli ricordarono la lunga tradizione di alleanza tra Gepidi e Bizantini e promisero di combattere i nemici dell'Impero. Tuttavia, Giustiniano scelse di schierarsi con i Longobardi, facendoli suoi alleati formali e promettendo loro supporto militare contro i Gepidi. Da una prospettiva strategica, questa guerra era cruciale per l'Impero bizantino nel contesto più ampio della guerra gotica, poiché il controllo della Pannonia era essenziale per mantenere aperte le comunicazioni terrestri tra l'Italia e i Balcani.
Gli storici dibattono sulla data d'inizio del conflitto. Alcuni indicano il 547, altri il 549. Allo scoppio delle ostilità tra Longobardi e Gepidi, un esercito bizantino di 10.000 cavalieri, guidato dal magister militum dell'Illirico, Giovanni, marciò contro i Gepidi. Prima dell'arrivo delle truppe bizantine, Turisindo offrì una tregua ad Audoino, che quest'ultimo accettò. Di conseguenza, quando i Bizantini giunsero sul campo, la guerra era già terminata, ma non prima che si verificasse uno scontro tra le loro forze e gli alleati dei gepidi, gli Eruli.
Per sancire la tregua, Audoino pretese che Turisindo consegnasse Ildigis, un pretendente al trono longobardo che aveva trovato rifugio presso la sua corte. Turisindo rifiutò, ma costrinse comunque Ildigis ad abbandonare il territorio gepido e a cercare un nuovo asilo altrove.

### Seconda guerra con i Longobardi e tensioni con Giustiniano
Nel 549 o nel 550, i Gepidi e i Longobardi si scontrarono nuovamente, ma, secondo Procopio, entrambi gli eserciti furono presi dal panico e nessuna battaglia ebbe luogo. Di conseguenza, il conflitto fu evitato e Turisindo accettò la richiesta di Audoino di una tregua di due anni. Secondo István Boná, il panico potrebbe essere stato causato da un fenomeno naturale: un'eclissi lunare avvenne tra il 25 e il 26 giugno del 549.
Di fronte a un Impero bizantino apertamente ostile ed alla prospettiva che la guerra con i Longobardi potesse riaccendersi alla scadenza della tregua, Turisindo cercò nuovi alleati per esercitare pressione su Giustiniano. Trovò supporto presso i Kutriguri, un popolo nomade originario delle steppe del Caucaso, ai quali consentì l'attraversamento del Danubio nell'Illirico bizantino nel 550 o nel 551, prima dunque della scadenza della tregua e probabilmente anche prima che i Gepidi fossero pronti ad affrontare un nuovo conflitto. Di fronte all'invasione dei Kutriguri, Giustiniano formò una alleanza contro gli invasori, mobilitando gli Utiguri, nemici dei Kutriguri, i quali chiesero a loro volta aiuto ai Goti di Crimea, loro alleati. Questi ultimi invasero la patria dei Kutriguri, approfittando del fatto che molti guerrieri erano impegnati nei Balcani. Informati dell'attacco, i Kutriguri furono costretti a lasciare i Balcani per difendere il loro territorio sulle rive nord-occidentali del Mar Nero.
Turisindo protesse e favorì un altro nemico di Bisanzio, gli Sclaveni. Come con i Kutriguri, sfruttò il suo controllo sul Danubio per traghettare i razziatori slavi da e verso il territorio bizantino, ottenendo in cambio un compenso.

### Terza guerra con i Longobardi

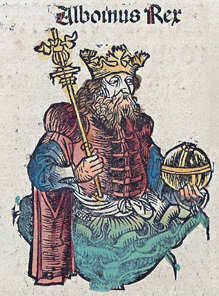
Ritratto di Re Alboino, dalle Cronache di Norimberga

I piani di Giustiniano di inviare forze di spedizione contro gli Ostrogoti in Italia furono ripetutamente ostacolati dalle iniziative di Turisindo. Ad esempio, l'esercito di Narsete partì da Costantinopoli nell'aprile del 551 alla volta di Salona, con l'intento di sconfiggere definitivamente i Goti, ma si trovò bloccato a Filippopoli (Plovdiv) dai Kutriguri.
Questo spinse Giustiniano a cercare un accordo con Turisindo per fermare le incursioni transdanubiane, e il re gepido accettò con entusiasmo. Gli inviati di Turisindo chiesero un'alleanza simile a quella che legava Bizantini e Longobardi. Per rafforzare il patto, ottennero che dodici senatori giurassero di rispettare il trattato. In seguito, nel 551, 400 Gepidi furono inviati a combattere nell'esercito di Narsete in Italia, un contingente modesto rispetto ai 5.500 Longobardi inviati da Audoino e ai migliaia di Eruli.
Quando la tregua scadde nel 552, Turisindo e Audoino tornarono a combattere e questa volta lo scontro fu inevitabile. Audoino aveva stretto un accordo con Giustiniano, in base al quale i Bizantini gli avrebbero fornito supporto militare in cambio dell’invio di 5.500 Longobardi a combattere sotto Narsete nella guerra imperiale in Italia.
La tregua di due anni era ormai prossima alla scadenza e i Longobardi chiesero ai Bizantini di rispettare l'alleanza. Tuttavia, l'imperatore trovò un pretesto per rompere il nuovo accordo con i Gepidi, accusandoli di aver nuovamente traghettato razziatori slavi oltre il Danubio. Così organizzò un esercito con comandanti di prestigio, tra cui i figli di Germano Giustino, Giustino e Giustiniano, Arazio, l’erulo Suartuas e Amalafrido, cognato di Audoino. Tuttavia, una rivolta scoppiata a Ulpiana costrinse la maggior parte delle truppe a rinunciare allo scontro coi Gepidi, e solo un contingente guidato da Amalafrid raggiunse il campo di battaglia.
Gli storici discutono sulla data d’inizio della terza guerra tra Longobardi e Gepidi; è certo che avvenne due anni dopo la seconda guerra. Le ipotesi principali collocano il conflitto nel 551 o nel 552. Coloro che sostengono la data del 551 ritengono che, poiché nel 552 Audoino aveva già inviato 5.500 guerrieri nella campagna di Narsete in Italia, la guerra con i Gepidi dovesse essere già conclusa; tuttavia, studiosi come Walter Pohl obiettano che ciò contraddirebbe i rimproveri di Audoino a Giustiniano per il numero esiguo di truppe impiegate contro i Gepidi, nonostante il massiccio sostegno dato a Narsete.
Alla scadenza del trattato, Audoino attaccò i Gepidi e Turisindo fu annientato nella decisiva battaglia di Asfeld, combattuta a ovest di Sirmio. Giordane, nella Romana, descrisse lo scontro come uno dei più sanguinosi mai avvenuti nella regione, con non meno di 60.000 guerrieri caduti. Il figlio del re, Turismondo, trovò la morte per mano di Alboino, figlio di Audoino, in un duello che, secondo Paolo Diacono, decise sia la battaglia che l'esito della guerra. Dopo questa disfatta, i Gepidi non furono più in grado di esercitare un ruolo significativo negli eventi storici

### Pace
La sconfitta dei Gepidi alterò l'ordine politico nella regione della Pannonia, poiché eliminò la minaccia che essi rappresentavano per l'Impero. La disfatta totale dei Gepidi avrebbe potuto segnare la fine del loro regno e la sua conquista da parte dei Longobardi, ma Giustiniano, desideroso di mantenere un equilibrio nella regione, impose una "pace eterna" che salvò i Gepidi; questa fu rispettata per dieci anni, sopravvivendo sia a Turisindo che ad Audoino. È possibile che, in questa occasione e non prima della guerra, Longobardi e Gepidi abbiano inviato truppe a Narsete come parte del trattato di pace imposto dai Bizantini. In questa interpretazione, il numero esiguo di guerrieri gepidi inviati potrebbe essere spiegato con le pesanti perdite subite durante la guerra e il risentimento covato nei confronti di Giustiniano. L'Imperatore impose inoltre a Turisindo alcune concessioni territoriali, obbligandolo a restituire la Dacia Ripense e il territorio di Singidunum.
Per raggiungere una pace completa, Turisindo dovette prima risolvere la questione di Ildigis, che aveva trovato ospitalità alla sua corte. Audoin chiese nuovamente la sua consegna, richiesta alla quale si unì anche Giustiniano. Turisindo, pur riluttante a riprendere la guerra contro Audoino e Giustiniano, non voleva infrangere apertamente le regole dell'ospitalità e cercò quindi di eludere la richiesta domandando, a sua volta, la consegna di Ostrogotha. Alla fine, per evitare sia di cedere apertamente che di riaccendere il conflitto, entrambi i re fecero assassinare i rispettivi ospiti, mantenendo segreto il loro coinvolgimento nell'atto.
Turisindo occupa un ruolo di rilievo in un racconto tramandato da Paolo Diacono, ambientato nel 552, poco dopo la morte del figlio Turismondo e la fine della guerra. La storia, generalmente ritenuta derivante da un poema epico dedicato ad Alboino, ruota attorno ai personaggi di Alboino e Turisindo: secondo un'usanza longobarda, per ottenere il diritto di sedere alla tavola del padre, Alboino doveva chiedere ospitalità a un re straniero e ricevere da lui le armi. Per sottoporsi a questa iniziazione, Alboino si recò con 40 compagni alla corte di Turisindo.
Turisindo, rispettando le leggi dell'ospitalità, accolse Alboino e i suoi compagni e organizzò un banchetto in loro onore, offrendo ad Alboino il posto abitualmente occupato dal defunto Turismondo. Dopo una derisione da parte di Cunimondo, fratello di Turismondo, e la replica di Alboino, uno scontro fu evitato solo grazie all'intervento di Turisindo, che ristabilì la pace e congedò Alboino donandogli le armi di Turismondo. Secondo István Boná, che ritiene veritiera la storia, l'evento potrebbe essersi svolto come narrato da Paolo, ma potrebbe anche riflettere una condizione segreta di pace imposta da Audoino a Turisindo, secondo la quale il re gepido avrebbe dovuto armare l'uccisore di suo figlio.
Turisindo morì intorno al 560 e gli successe il figlio Cunimondo, ultimo re dei Gepidi; sotto il suo regno, il popolo di Turisindo fu annientato nel 567 da una coalizione di Longobardi e Avari, un popolo nomade turco che nel 558 era migrato in Europa centrale. Cunimondo fu ucciso in battaglia dal nuovo re longobardo Alboino, mentre sua figlia Rosmunda fu presa prigioniera.